# Alan Blakley
Alan David Blakley (Bromley, 1 april 1942 – 10 juni 1996) was een Britse pop- en rockgitarist en producent. Hij werd bekend als gitarist van de popband The Tremeloes vanaf het begin tot januari 1975, waar hij begon te schrijven voor andere bands. Zijn verdiensten zijn onder meer co-schrijven (met Len Hawkes) van verschillende hits voor The Tremeloes en co-productie van de Britse #42 hit She's Gonna Win met Bilbo.

## Overlijden
Alan Blakley overleed in juni 1996 op 54-jarige leeftijd aan de gevolgen van kanker. Hij had twee dochters, Claudie Blakley en Kirsten Blakley, met zijn vrouw, de actrice Lin Blakley en een broer, Mike Blakley. 
- Biblioteca Nacional de España: XX858187
- MusicBrainz: bbc87fe5-0770-4725-875e-20fed7d34a1a
- Nationale Bibliotheek van Tsjechië: xx0158453
- Virtual International Authority File: 100952017
- WorldCat: E39PBJbRqcvrhK33JdhPvcRBT3